# Vamvakópoulo
Vamvakópoulo, en grec moderne : Βαμβακόπουλο), est un village, dans le dème de La Canée et le district du même nom, en Crète, en Grèce. Selon le recensement de 2011, la population de Vamvakópoulo compte 2 300 habitants. La localité est située à une altitude de 30 m et à une distance de 3,5 km au sud-ouest de La Canée.